# ضفيرة باسورية علوية
الضَّفيرَةُ الباسُورِيَّةُ العُلْوِيَّة (بالإنجليزية: Superior rectal plexus)‏ هو عصب مُزود للمستقيم، ويربط الحوض مع فروع ضفائر الحوض.
ضفيرة المستقيم العلوية هي قِسم من الضَّفيرَةُ المَساريقِيَّةُ السُّفْلِيَّة.